# Ольховский, Юрий Иванович
Юрий Иванович Ольховский — советский хозяйственный и государственный деятель, Герой Социалистического Труда.

## Биография
Родился в 1931 году в селе Весёлая Гора. Член КПСС.
Окончил ремесленное училище в Ворошиловграде.
В 1950—1998 — токарь Станкостроительного завода имени В. И. Ленина Министерства машиностроения СССР в городе Ворошиловграде Украинской ССР, токарь ЧАО «Луганский патронный завод».
Указом Президиума Верховного Совета СССР от 26 апреля 1971 года присвоено звание Героя Социалистического Труда с вручением ордена Ленина и золотой медали «Серп и Молот».
Почётный гражданин города Ворошиловграда (1980). Делегат XXVI съезда КПСС.
Умер в 1998 году в Луганске.

## Награды и звания
- Герой Социалистического Труда (26.04.1971)
- Орден Ленина (26.04.1971)